# 1071 Брита
1071 Брита (1071 Brita) — астероїд головного поясу, відкритий 3 березня 1924 року.
Тіссеранів параметр щодо Юпітера — 3,309.